# Eugenio Gaburri
Eugenio Gaburri (Soresina, 26 febbraio 1934 – Milano, 6 dicembre 2012) è stato uno psicoanalista italiano.
Contribuì alla diffusione del pensiero di Wilfred Bion e la terapia di gruppo in Italia. 

## Opere
- Ululare coi lupi, con Laura Ambrosiano, Torino, Bollati Boringhieri, 2003
- La Spinta a esistere. Note cliniche sulla sessualità oggi, con Laura Ambrosiano, Roma, Borla, 2008
- Pensare con Freud, con Laura Ambrosiano, Milano, Cortina Editore, 2013
- Il campo gruppale. L'istituzione, la mente del terapeuta e gli scenari del gruppo, con Rugi Goriano, Roma, Borla, 1998
- Emozione e interpretazione. Psicoanalisi del campo emotivo, Torino, Bollati Boringhieri, 1997